# Чейз, Шерил (актриса)
Шерил Чейз (англ. Cheryl Chase), урождённая Шерил Кристин Хьюдок (англ. Cheryl Christine Hudock; род. 25 декабря 1958, Манвилл) — американская актриса озвучивания и детская писательница.

## Ранняя жизнь и образование
Родилась в городе Манвилл, штат Нью-Джерси в семье Стеллы Софии и Эмиля Роберта Хьюдок. Является единственным ребёнком в её семье. Чейз училась в школе Manville High School. Она также училась в университете Бригама Янга и закончила его в 1981 году.

## Карьера
Чейз дебютировала на экране вместе с актрисой Мари Осмонд в телефильме 1982 «Side by Side: The True Story of the Osmond Family». Она наиболее известна озвучиванием Анжелики Пиклз в мультсериале «Ох уж эти детки!» и его спин-оффе «Детки подросли» и в одноимённом ремейке. Анжелика Пиклз заняла седьмое место в рейтинге «50 величайших персонажей мультфильмов всех времён» по версии TV Guide в августе 2002 года. Чейз также озвучивала различных персонажей в мультсериалах «The Smart Talk with Raisin Show», «Шоу Рена и Стимпи», «Noozles», «Надя с загадочного моря» и «Случайно! Мультфильмы».
За микрофоном она озвучивала Мэя в дубляже аниме-фильма «Мой сосед Тоторо», а также Сачи в аниме-фильме «Лабиринт сновидений». На большом экране она обеспечила ребячие звуки для младенца Пуберта в фильме «Семейные ценности Аддамсов», дочери Дайан Китон в фильме «Детский бум» и Анжелики Пиклз в мультфильмах «Карапузы», «Карапузы в Париже» и «Карапузы встречаются с Торнберри».
Её первая детская книга «That’s Coola, Tallulah!» была опубликована в марте 2021 года.